# Burak Yılmaz
Burak Yılmaz (Antalya, 15 de julio de 1985) es un exfutbolista y entrenador turco que jugaba de delantero. Desde junio de 2025 está sin equipo tras dirigir al Kasımpaşa S. K.

## Biografía
Burak Yılmaz actúa normalmente de delantero. Empezó su carrera futbolística en las categorías inferiores del Antalyaspor. En 2002 debutó con la primera plantilla del club. En la temporada 2005-06 ayuda al equipo a ascender a la Superliga de Turquía.
Después del ascenso decidió dejar el club para militar en el Beşiktaş, equipo que pagó 100 000 euros para poder hacerse con sus servicios. Allí disputó un total de 32 partidos en los que marcó 6 goles. En esta etapa conquistó dos títulos: una Supercopa y una Copa de Turquía.
En enero de 2008 su equipo realizó una operación con el Manisaspor. Ofreció a dos jugadores (Burak Yılmaz y Koray Avcı) para poder fichar a Filip Hološko. En los seis meses que permaneció en ese club disputó 16 encuentros y marcó 9 tantos.
Ese mismo verano, concretamente el 3 de julio, firmó un contrato con el Fenerbahçe.
En el año 2016 fue traspasado al Beijing Guoan de la Superliga china.

## Selección nacional
Fue internacional con la selección de Turquía en 77 ocasiones, marcando 31 goles. Su debut con la camiseta nacional se produjo en 2006.

### Participaciones en Eurocopas
| Copa          | Sede    | Resultado      | Partidos | Goles |
| ------------- | ------- | -------------- | -------- | ----- |
| Eurocopa 2016 | Francia | Fase de grupos | 3        | 1     |
| Eurocopa 2020 | Europa  | Fase de grupos | 3        | 0     |

## Clubes

### Como jugador
| Club              | País          | Año       | Partidos | Goles |
| ----------------- | ------------- | --------- | -------- | ----- |
| Antalyaspor       | Turquía       | 2002-2006 | 73       | 23    |
| Beşiktaş J. K.    | Turquía       | 2006-2008 | 55       | 6     |
| Vestel Manisaspor | Turquía       | 2008      | 18       | 9     |
| Fenerbahçe S. K.  | Turquía       | 2008-2009 | 16       | 0     |
| Eskişehirspor     | Turquía       | 2009-2010 | 17       | 2     |
| Trabzonspor       | Turquía       | 2010-2012 | 93       | 58    |
| Galatasaray S. K. | Turquía       | 2012-2016 | 141      | 82    |
| Beijing Guoan     | China         | 2016-2017 | 32       | 19    |
| Trabzonspor       | Turquía       | 2017-2019 | 32       | 28    |
| Beşiktaş J. K.    | Turquía       | 2019-2020 | 41       | 25    |
| Lille O. S. C.    | Francia       | 2020-2022 | 73       | 25    |
| Fortuna Sittard   | Países Bajos  | 2022-2023 | 27       | 9     |
| Total carrera     | Total carrera | 2002-2023 | 617      | 284   |

#### Tripletes
| Lista de partidos en los que anotó tres o más goles | Lista de partidos en los que anotó tres o más goles | Lista de partidos en los que anotó tres o más goles | Lista de partidos en los que anotó tres o más goles | Lista de partidos en los que anotó tres o más goles | Lista de partidos en los que anotó tres o más goles | Lista de partidos en los que anotó tres o más goles |
| N.º                                                 | Fecha                                               | Partido                                             | Goles                                               | Resultado                                           | Competición                                         |                                                     |
| --------------------------------------------------- | --------------------------------------------------- | --------------------------------------------------- | --------------------------------------------------- | --------------------------------------------------- | --------------------------------------------------- | --------------------------------------------------- |
| 1                                                   | 27 de enero de 2008                                 | Manisaspor - Denizlispor                            | Anotado · Anotado · Anotado                         | 3 - 2                                               | Superliga de Turquía 2007-08                        |                                                     |
| 2                                                   | 24 de septiembre de 2011                            | Trabzonspor - Karabükspor                           | Anotado · Anotado · Anotado                         | 3 - 1                                               | Superliga de Turquía 2011-12                        |                                                     |
| 3                                                   | 22 de diciembre de 2011                             | Trabzonspor - Orduspor                              | Anotado · Anotado · Anotado                         | 4 - 1                                               | Superliga de Turquía 2011-12                        |                                                     |
| 4                                                   | 7 de noviembre de 2012                              | CFR Cluj - Galatasaray                              | Anotado · Anotado · Anotado                         | 1 - 3                                               | Liga de Campeones 2012-13                           |                                                     |
| 5                                                   | 3 de junio de 2015                                  | Galatasaray - Bursaspor                             | Anotado · Anotado · Anotado                         | 3 - 2                                               | Final Copa de Turquía 2014-15                       |                                                     |
| 6                                                   | 24 de marzo de 2021                                 | Turquía - Países Bajos                              | Anotado · Anotado · Anotado                         | 4 - 2                                               | Eliminatorias Europeas para el Mundial 2022         |                                                     |

### Como entrenador
| Club                      | País    | Año  |
| ------------------------- | ------- | ---- |
| Beşiktaş J. K. (interino) | Turquía | 2023 |
| Kayserispor               | Turquía | 2024 |
| Kasımpaşa S. K.           | Turquía | 2025 |

## Palmarés

### Títulos nacionales
| Título               | Club              | País    | Año  |
| -------------------- | ----------------- | ------- | ---- |
| Copa de Turquía      | Beşiktaş J. K.    | Turquía | 2006 |
| Supercopa de Turquía | Beşiktaş J. K.    | Turquía | 2006 |
| Copa de Turquía      | Beşiktaş J. K.    | Turquía | 2007 |
| Superliga de Turquía | Galatasaray S. K. | Turquía | 2013 |
| Supercopa de Turquía | Galatasaray S. K. | Turquía | 2013 |
| Copa de Turquía      | Galatasaray S. K. | Turquía | 2014 |
| Copa de Turquía      | Galatasaray S. K. | Turquía | 2015 |
| Superliga de Turquía | Galatasaray S. K. | Turquía | 2015 |
| Supercopa de Turquía | Galatasaray S. K. | Turquía | 2015 |
| Ligue 1              | Lille O. S. C.    | Francia | 2021 |
| Supercopa de Francia | Lille O. S. C.    | Francia | 2021 |